# Regionstyrelse
En regionstyrelse (före 1992 förvaltningsutskott och fram till 2019 landstingsstyrelse) är ett styrande organ inom Sveriges regioner (tidigare benämnda landsting). Regionstyrelsen består ofta av ledamöter från regionfullmäktiges alla partier, men ibland saknar riktigt små partier representation. Hur många ledamöter det finns i regionstyrelsen varierar.
Regionstyrelsens uppgift är bland annat att förbereda ärenden till regionfullmäktige och verkställa regionfullmäktiges beslut.
Arbetet leds som regel av ett arvoderat regionråd. Regionstyrelsen kan ha ett eller flera utskott. Vanligtvis är tjänstemän i kommunen ofta föredragande, medan vid regionfullmäktige i princip endast en regiondirektör (då sådan finns) har yttranderätt vid sidan om fullmäktiges ledamöter.